# أرنب أرنب أرنب
«أرنب أرنب أرنب» هي خرافة موجودة في بريطانيا وأمريكا الشمالية حيث يقول الشخص أو يكرر كلمات «أرنب» و / أو «أرانب» و / أو «أرانب بيضاء» بصوت عالٍ عند الاستيقاظ في اليوم الأول من الشهر، لضمان الحظ لبقية ذلك.

## الأصول والتاريخ
الأصل الدقيق للخرافة غير معروف، مع تسجيلها في Notes and Queries كما قالها الأطفال في عام 1909:
«ابنتاي عادة تقولان» أرانب!«في اليوم الأول من كل شهر. يجب أن تُلفظ الكلمة بصوت عالٍ وتكون الكلمة الأولى التي تُقال في الشهر. يجلب الحظ لذلك الشهر. وجدت أن الأطفال الآخرين يستخدمون نفس الصيغة».
 ردًا على هذه المذكرة، قال مساهم آخر إن ابنته تعتقد أن النتيجة ستكون هدية، وأنه يجب نطق الكلمة على المدخنة لتكون أكثر فعالية؛ وأشار آخر إلى أن كلمة أرنب كانت تستخدم في كثير من الأحيان في الشتائم، وأشار إلى أن الخرافة قد تكون بقاء للاعتقاد القديم في الشتم كوسيلة لتجنب الشر. يستمر الناس في التعبير عن فضولهم حول أصول هذه الخرافة والاستلهام منها في عمل تقاويم توحي بعمال الأشهر، وبالتالي ربط خرافة الأرانب بالخصوبة الموسمية.

ظهرت في عمل روائي عام 1922:
"لماذا"، ضحك الرجل ذو القبعة البنية عليه، "اعتقدت أن الجميع يعرف "أرنب، أرنب، أرنب". إذا قلت "أرنب، أرنب، أرنب" - ثلاث مرات، هكذا تمامًا - أول شيء في الصباح في الأول من الشهر، حتى قبل أن تتلو صلاتك، ستحصل على هدية قبل نهاية الشهر".
الفصل الأول من قصة تريكسي بيلدن The Mystery of the Emeralds (1962) بعنوان "أرنب! أرنب!" يناقش التقليد: 
استيقظت تريكسي بيلدن ببطء، مع صوت مطر صيفي يضرب نافذتها. فتحت عينيها نصفًا، وامتدت ذراعيها فوق رأسها، وبعد ذلك، لاحظت لافتة كبيرة مربوطة بقاعدة سريرها، صرخت، "أرنب! أرنب!" قفزت من السرير وخرجت من غرفتها إلى أسفل القاعة. "لقد فعلت ذلك أخيرًا!" بكت [...] "حسنًا، منذ أن كنت في سن بوبي، كنت أحاول أن أتذكر أن أقول "أرنب! أرنب!" وأتمنى أمنية قبل النوم في آخر ليلة من الشهر. إذا قلتها مرة أخرى في الصباح، قبل أن تنطق كلمة أخرى، تتحقق أمنيتك". ضحكت تريكسي."
 يبدو التقليد في الولايات المتحدة معروفًا بشكل خاص في شمال نيو إنجلاند مع صعوبة تحديد منطقة توزيعه بالضبط، مثل كل الفولكلور. قد تكون الخرافة مرتبطة بالاعتقاد الأوسع بأن الأرنب أو الأرنبة حيوان "محظوظ"، كما يظهر في ممارسة حمل قدم أرنب من أجل الحظ.
خلال منتصف التسعينيات، ساعدت قناة نيكلوديون الكبلية للأطفال في الولايات المتحدة في نشر الخرافة في الولايات المتحدة كجزء من "Nick Days"، حيث تعرض أثناء فترات الراحة التجارية إعلانًا عن أهمية التاريخ الحالي، سواء كان حدثًا فعليًا عطلة، أو عطلة غير رسمية إلى حد كبير غير محتفل بها، أو يومًا ما إذا لم يحدث شيء آخر في ذلك اليوم المحدد (سيتم تحديد الأخير على أنه «عطلة نيكلوديون»). سوف تروج نيكلوديون لليوم الأخير من كل شهر على أنه «يوم الأرنب الأرنب» وتذكير الأطفال بقول ذلك في اليوم التالي، ما لم يكن اليوم الأخير من ذلك الشهر المحدد عطلة فعلية، مثل عيد الهالووين أو ليلة رأس السنة الميلادية. توقفت هذه الممارسة في أواخر التسعينيات.
ومع ذلك، لم يكن يُعتقد دائمًا أن الأرانب محظوظة. ففي القرن التاسع عشر، وعلى سبيل المثال، لم يكن الصيادون يقولون الكلمة أثناء وجودهم في البحر، وفي جنوب ديفون، توصف رؤية أرنب أبيض في قرية شخص مريض بشدة بأنها علامةً أكيدة على أن الشخص على وشك الموت.

## في تقاليد أخرى
هناك تقليد شعبي آخر قد يستخدم مجموعة متنوعة من الأقوال مثل: «الأرنب» أو «الأرنب الصغير» أو «أكره / أحب الأرانب الرمادية» أو «الأرنب الأبيض» لدرء الدخان الذي توجهه الرياح إلى وجهك عند التجمع حول نار المخيم. يُعتقد أن هذا التقليد قد يكون مرتبطًا بتقليد استدعاء الأرنب في الأول من الشهر. يعتقد آخرون أنه قد ينشأ من قصة للأمم الأولى في أمريكا الشمالية عن دخان يشبه فرو الأرانب. قد يكون هذا التقليد أقرب إلى تقليد اجتماعي في بيئة جماعية أكثر من كونه اعتقادًا حقيقيًا بأن كلمات معينة ستغير اتجاه الرياح، وقد تكون تقليدًا للطفولة أكثر من تقليد للبالغين. يتبنى الأطفال أحيانًا مقولات من أرنب إلى «الفيل الوردي» أو مشتقات كوميدية أخرى. وبسبب هذا الاستخدام الأكثر قابلية للتغيير، فإن السجل التاريخي لهذا أكثر ندرة من المعاني الأخرى الأكثر ثباتًا.
كما هو الحال مع جميع الفولكلور، تتجلى حقيقته حتى في تحقيقه العرضي الوحيد؛ إذا غيرت الريح اتجاهها بعد ذلك، فسيفسر الآخرون استخدام مثل هذا التعبير كدليل على فعاليته ثم يميلون بعد ذلك إلى اعتماده وتكرار استخدامه. أن وجود حالات متعددة من عدم فعاليته يعني في ضوء «الحقيقة» أنه يعمل مرة واحدة.

## المتغيرات
كما هو الحال مع معظم الفلكلور، الذي ينتشر تقليديًا عن طريق الكلام الشفهي، فإن هناك العديد من متغيرات الخرافات، فبعض الحالات محددة لفترة زمنية أو منطقة معينة.
- «عندما كنت طفلاً صغيرًا، نُصِحتُ دائمًا بأن أتذمر باستخدام عبارة» الأرانب البيضاء«في الأول من كل شهر إذا أردت أن أكون محظوظًا. ومن القوة المطلقة للعادة غير المنطقية، ما زلت أفعل ذلك عندما أفكر في الأمر. أنا أعلم أن الأمر سخيف بشدة، لكن هذا لا يردعني». - السير هربرت راسل، 1925.[18]
- «حتى السيد روزفلت، رئيس الولايات المتحدة، اعترف لصديق أنه يقول» الأرانب«في الأول من كل شهر، والأكثر من ذلك، أنه لن يفكر في حذف الكلام على أي حساب». - مقال صحفي، 1935.[19]
- «في اليوم الأول من الشهر قل» أرنب! أرنب! أرنب!«وأول شيء تعرفه أنك ستحصل على هدية من شخص تحبه كثيرًا». جمعها الباحث فرانك سي براون في كارولاينا الشمالية في السنوات ما بين 1913 و1943.[20]
- «إذا قلت» أرنب، أرنب، أرنب«أول شيء عندما تستيقظ في الصباح في الأول من كل شهر، فسيكون حظك جيدًا طوال الشهر.» تم جمعها بواسطة وايلاند د. هاند في بنسلفانيا قبل عام 1964.[20]
- «قل» أرنب، أرنب، أرنب«في أول الشهر لجلب الحظ والمال.» جمعها إرنست دبليو بوغمان في نيو مكسيكو قبل عام 1964.[20]
- «... يجب أن يكون» الأرنب الأبيض«... ولكن يجب أيضًا أن تقول» الأرنب البني«في الليل وتمشي في الطابق السفلي للخلف.» ذُكرت في دراسة استقصائية صغيرة أجريت في إكستر في ديفون في عام 1972.[21]
- «منذ أن كنت في الرابعة من عمري، قلت» أرانب بيضاء«في نفس لحظة الاستيقاظ في كل يومٍ أول من كل شهر يمر». سيمون وينشستر، 2006.[22]
- «... النسخة الأكثر شيوعًا» أرنب، أرنب، أرنب أبيض«يجب أن تُقال عند الاستيقاظ في اليوم الأول من كل شهر جديد لجلب الحظ السعيد». صنداي ميرور، 2007.[23]

## روابط خارجية
- في نظرية الأرنب الأبيض - محاولة لفهرسة أشكال مختلفة من «الأرنب الأرنب» وتحديد أصولها.
- الخرافات النفسية الجيدة حول الأرانب